# 月影瞳
月影 瞳（つきかげ ひとみ、5月30日 - ）は、日本の女優。元宝塚歌劇団雪組・星組トップ娘役。
長野県上田市、県立上田東高等学校出身。身長160cm。血液型A型。愛称は「グン」。
所属事務所はキョードーファクトリー。

## 来歴
1988年、宝塚音楽学校入学。
1990年、宝塚歌劇団に76期生として入団。入団時の成績は11番。花組公演「ベルサイユのばら」で初舞台。
1991年、組まわりを経て花組に配属。
正統派のムードを湛えた娘役として注目を集め、1992年、安寿ミラ・森奈みはるトップコンビ大劇場お披露目となる「スパルタカス」で新人公演初ヒロイン。その後も5作連続で新人公演ヒロインを務め、花組のホープ娘役となる。
1993年より池田銀行の7代目イメージキャラクターに抜擢。
1994年のロンドン公演に主要キャストして出演後、星組へと組替え。組替え後は、トップ娘役・白城あやかに次ぐ2番手娘役として活躍。
1997年に白城の退団を受けて、星組トップ娘役に就任。麻路さきの2人目の相手役として、「誠の群像／魅惑II」でトップコンビ大劇場お披露目。同年10月1日付で、宝塚5組化による編成のため、雪組へと組替え。雪組トップ娘役に就任。轟悠の2人目の相手役として、「春櫻賦／LET'S JAZZ」で新トップコンビ大劇場お披露目。
2002年2月11日、「愛 燃える／Rose Garden」東京公演千秋楽をもって、宝塚歌劇団を退団。
退団後は舞台を中心に幅広く活動している。
2009年に6歳年下のサラリーマンと結婚したことを報告した。

## 宝塚歌劇団時代の主な舞台

### 初舞台
- 1990年3 - 5月、花組『ベルサイユのばら-フェルゼン編-』（宝塚大劇場）

### 組まわり
- 1990年7月、花組・月組・星組・専科『ベルサイユのばら-フェルゼン編-』（東京宝塚劇場）
- 1990年11 - 12月、星組『アポロンの迷宮』『ジーザス・ディアマンテ』（宝塚大劇場のみ）

### 花組時代
- 1991年4月、『春の風を君に…』 - 新人公演：玉鳳（本役：華陽子）『ザ・フラッシュ!』（東京宝塚劇場のみ）[10]
- 1991年6 - 8月、『ヴェネチアの紋章』 - 新人公演：ラウドミア（本役：華陽子）『ジャンクション24』（宝塚大劇場）
- 1991年9月、『ベルサイユのばら-フェルゼン編-』（全国ツアー）
- 1991年11月、『ヴェネチアの紋章』 - 新人公演：ラウドミア（本役：華陽子）『ジャンクション24』（東京宝塚劇場）
- 1992年1月、『ドニエプルの赤い罌粟』（バウホール） - ヨアンナ バウ・東上初ヒロイン[11]
- 1992年2 - 3月、『白扇花集』『スパルタカス』 - ユーリシャス、新人公演：ルシア（本役：森奈みはる）（宝塚大劇場） 新人公演初ヒロイン[7]
- 1992年4 - 5月、『けれど夢の中で めざめたときに』（バウホール） - ヒトミ／イツカ バウヒロイン[12]
- 1992年6月、『白扇花集』『スパルタカス』 - ユーリシャス、新人公演：ルシア（本役：森奈みはる）（東京宝塚劇場）[7]
- 1992年8 - 10月、『心の旅路』 - ブリジェット、新人公演：ポーラ／マーガレット（本役：森奈みはる）『ファンシー・タッチ』（宝塚大劇場） 新人公演ヒロイン[7]
- 1992年10月、『ドニエプルの赤い罌粟』（日本青年館） - ヨアンナ[11]
- 1992年12月、『心の旅路』 - ブリジェット、新人公演：ポーラ／マーガレット（本役：森奈みはる）『ファンシー・タッチ』（東京宝塚劇場）[7]
- 1993年2 - 3月、『メランコリック・ジゴロ』 - アネット、新人公演：フェリシア（本役：森奈みはる）『ラ・ノーバ!』（宝塚大劇場） 新人公演ヒロイン[13]
- 1993年4 - 5月、『心の旅路』 - キティ『ファンシー・タッチ』（全国ツアー）[14]
- 1993年6月、『メランコリック・ジゴロ』 - アネット、新人公演：フェリシア（本役：森奈みはる）『ラ・ノーバ!』（東京宝塚劇場）
- 1993年8 - 9月、『ベイ・シティ・ブルース』 - パティ、新人公演：オリヴィア（本役：森奈みはる）『イッツ・ア・ラブ・ストーリー』（宝塚大劇場） 新人公演ヒロイン、初エトワール[13]
- 1993年10 - 11月、『アップル・ツリー』（バウホール・日本青年館・愛知厚生年金会館） - イヴ
- 1993年12月、『ベイ・シティ・ブルース』 - パティ、新人公演：オリヴィア（本役：森奈みはる）『イッツ・ア・ラブ・ストーリー』（東京宝塚劇場）
- 1994年2月、『ベイ・シティ・ブルース』『イッツ・ア・ラブ・ストーリー』（中日劇場）
- 1994年3 - 5月、『ブラック・ジャック 危険な賭け』 - ローラ、新人公演：アイリス／如月恵（本役：森奈みはる）『火の鳥』（宝塚大劇場のみ） 新人公演ヒロイン、エトワール[13][15]
- 1994年7月、ロンドン公演『花扇抄（美しき日本）』『扉のこちら』『ミリオン・ドリームズ』（コロシアム劇場）[16]
- 1994年9 - 11月、『冬の嵐、ペテルブルグに死す』 - ポリィナ『ハイパー・ステージ!』（宝塚大劇場のみ）

### 星組時代
- 1994年12月、『カサノヴァ・夢のかたみ』 - マリー王妃、新人公演：ジャンヌ（本役：白城あやか）『ラ・カンタータ!』（東京宝塚劇場のみ） 新人公演ヒロイン[17]
- 1995年3 - 5月、『国境のない地図』（宝塚大劇場） - ソフィ エトワール
- 1995年5 - 6月、『殉情（じゅんじょう）』（バウホール） - 春琴 東上ヒロイン[18]
- 1995年7月、『国境のない地図』（東京宝塚劇場） - ソフィ
- 1995年9 - 11月、『剣と恋と虹と』 - コンスタン『ジュビレーション!』（宝塚大劇場）
- 1995年12月、『Action!』（ドラマシティ）
- 1996年1 - 2月、『殉情（じゅんじょう）』（日本青年館） - 春琴[18]
- 1996年3月、『剣と恋と虹と』 - コンスタン『ジュビレーション!』（東京宝塚劇場）
- 1996年5 - 6月、『二人だけが悪』 - ジョアン『パッション・ブルー』（宝塚大劇場）
- 1996年6 - 7月、『剣と恋と虹と』 - コンスタン『ジュビレーション!』（全国ツアー）
- 1996年8月、『二人だけが悪』 - ジョアン『パッション・ブルー』（東京宝塚劇場）
- 1996年9月、『ドリアン・グレイの肖像』（バウホール） - シビル／ヘティ 東上ヒロイン
- 1996年11 - 12月、『エリザベート』（宝塚大劇場） - ルドルフ（少年）、新人公演：エリザベート（本役：白城あやか） 新人公演ヒロイン、エトワール[19]
- 1997年1月、『ドリアン・グレイの肖像』（日本青年館） - シビル／ヘティ
- 1997年3月、『エリザベート』（東京宝塚劇場） - ルドルフ（少年）、新人公演：エリザベート（本役：白城あやか）

### 星組トップ娘役時代
- 1997年5 - 8月、『誠の群像』 - お小夜『魅惑II』 大劇場トップお披露目公演[3]

### 雪組トップ娘役時代
- 1997年12 - 1998年4月、『春櫻賦』 - 小紫『LET'S JAZZ』 大劇場トップお披露目公演[9][3]
- 1998年5 - 6月、『風と共に去りぬ』（全国ツアー） - スカーレットII
- 1998年8 - 9月、『浅茅が宿』 - 宮木／眞女児『ラヴィール』（宝塚大劇場）
- 1998年10 - 11月、『凍てついた明日』（バウホール・日本青年館） - ボニー・パーカー
- 1998年11 - 12月、『浅茅が宿』 - 宮木／眞女児『ラヴィール』（1000days劇場）
- 1999年2月、『浅茅が宿』 - 宮木／眞女児『ラヴィール』（中日劇場）
- 1999年4 - 8月、『再会』 - サンドリーヌ『ノバ・ボサ・ノバ』 - エストレーラ
- 1999年11 - 12月、『バッカスと呼ばれた男』 - アンヌ・ドートリッシュ『華麗なる千拍子'99』（宝塚大劇場）
- 2000年2 - 3月、『バッカスと呼ばれた男』 - アンヌ・ドートリッシュ『華麗なる千拍子』（1000days劇場）
- 2000年4 - 5月、『バッカスと呼ばれた男』 - アンヌ・ドートリッシュ『華麗なる千拍子』（全国ツアー）
- 2000年6 - 10月、『デパートメント・ストア』 - ジャネット『凱旋門』 - ジョアン・マヅー[3]
- 2001年2 - 6月、『猛き黄金の国』 - 高芝喜勢『パッサージュ』[3]
- 2001年8月、『凱旋門』 - ジョアン・マヅー『パッサージュ』（博多座）[3]
- 2001年10 - 2002年2月、『愛 燃える』 - 西施『Rose Garden』 退団公演[6][3]
- 2001年11月、『Over The Moon-月影瞳 クロニクル-』（バウホール） - グレイス[20]

## 出演イベント
- 1990年5月、'90TMP音楽祭『サウンド・イン・ビッグ・シティ』
- 1992年5月、'92TMP音楽祭『SONGS IN YOUR HEART』
- 1993年5月、'93TMP音楽祭『青春フォーエバー!』
- 1993年7月、真矢みきディナーショー『MIKI in PERSON』[21]
- 1994年1月、安寿ミラディナーショー『Miracles of Loving』[22]
- 1994年5月、TMPスペシャル『夢まつり宝塚'94』
- 1995年9月、'95TCAスペシャル『マニフィーク・タカラヅカ』
- 1995年10月、第36回『宝塚舞踊会』
- 1996年5月、'96TCAスペシャル『メロディーズ・アンド・メモリーズ』
- 1996年10月、第37回『宝塚舞踊会』
- 1997年5月、'97TCAスペシャル『ザ・祭典』
- 1997年9月、『タカラヅカ・フォーエバー』
- 1997年9月、ガラ・コンサート『エリザベート』
- 1997年10月、第38回『宝塚舞踊会』
- 1997年12月、『アデュー東京宝塚劇場』
- 1998年5月、'98TCAスペシャル『タカラジェンヌ!』
- 1999年3月、『ノバ・ボサ・ノバ』前夜祭
- 1999年5月、'99TCAスペシャル『ハロー!ワンダフル・タイム』
- 1999年9 - 10月、轟悠ディナーショー『Les Jours d'Amour』
- 1999年11月、『華麗なる千拍子'99』前夜祭
- 1999年12月、『レビュー・スペシャル'99』
- 2000年3月、『寺田瀧雄 作曲生活40周年記念コンサート』
- 2000年9月、TCAスペシャル2000『KING OF REVUE』
- 2000年12月、『アデューTAKARAZUKA1000days劇場サヨナライベント』

## 宝塚歌劇団退団後の主な活動

### 舞台
- 映像＆一人芝居『ゼルダ』（2003年5月21日〜25日、LAFORET MUSEUM原宿）
- 『桜絵巻狸源氏／ショー・イズ・オン』（2005年、梅田芸術劇場・中日劇場・新宿コマ劇場）
- 『偶然の音楽』（2005年、世田谷パブリックシアター）
- 『喜劇 大吉夢家族―恋はいつもサンバのリズムで―』（2005年12月2日〜24日）
- 『やわらかい服を着て』（2006年、新国立劇場）
- 『あわれ彼女は娼婦』（2006年夏、Bunkamuraシアターコクーン・シアターBRAVA!）
- 『ブルックリン・ボーイ』（2006年、紀伊国屋サザンシアター、兵庫県立芸術文化センター）
- 『ひばり』（2007年、シアターコクーン）
- 『江利チエミ物語』（2007年、中野サンプラザホール他）
- 『ラ・マンチャの男』（2008年、帝国劇場） - アントニア 役
- 音楽劇『ガラスの仮面』（2008年、彩の国さいたま芸術劇場大ホール他）
- 『黒部の太陽』（2008年、梅田芸術劇場）
- 劇団チョコレートケーキ『追憶のアリラン』（2015年4月、東京芸術劇場シアターイースト）[23] - 豊川咲子 役[24]
  - 再演（2022年8月、東京芸術劇場シアターウエスト）[25]
- 浪漫活劇『るろうに剣心』（2018年、新橋演舞場・大阪松竹座） - 山県友子 役
- 舞台『ぼくらの七日間戦争（2022版）』（2022年2月、東京建物 Brillia HALL） - 橋口暁子 役
- 舞台「ワインガールズ」（2024年4月 - 5月、シアター1010）[26]
- ミュージカル『DEATH TAKES A HOLIDAY』（2024年9月 - 11月20日、東急シアターオーブ・梅田芸術劇場） - ステファニー 役[27]
- 『未来へのOne Step！～世界を結ぶ愛の歌声～』（2025年4月 - 5月、関西万博EXPOホール「シャインハット」・東京国際フォーラム・梅田芸術劇場）[28]
- 舞台『ぼくらの七日間戦争2025』（2025年8月 - 11月〈予定〉、東京建物 Brillia HALL・東京建物 Brillia HALL 箕面 ・京都劇場・熊本城ホール・東海市芸術劇場） - 柿沼奈津⼦ 役[29]

### コンサート
- モーリー・イェストン生誕80周年記念コンサート『Life's A Joy! Life Goes On!!』with 20years of Gratitude from Umeda Arts Theater（2025年7月、東京国際フォーラム・梅田芸術劇場）[30]

### ドラマ
- またのお越しを（TBS）
- ケータイ刑事 銭形舞（BS-i）
- 土曜ワイド劇場「タクシードライバーの推理日誌38」（2015年8月29日、テレビ朝日） - 進藤千夏 役

## 広告・CM出演
- 池田銀行（1993 - 2002年）[3]
- 日本公文教育研究会 - 「公文式」[31]

## 受賞歴
- 1993年、『阪急すみれ会パンジー賞』 - 新人賞[32]
- 1993年、『宝塚歌劇団年度賞』 - 1992年度新人賞[33]
- 1994年、『宝塚歌劇団年度賞』 - 1993年度努力賞[33]
- 1997年、『宝塚歌劇団年度賞』 - 1996年度努力賞[33]
- 1997年、『阪急すみれ会パンジー賞』 - 娘役賞[34]
- 1999年、『宝塚歌劇団年度賞』 - 1998年優秀賞[33]